# Uneasy Listening Vol. 1
Uneasy Listening Vol. 1 är det andra samlingsalbumet av HIM, utgivet 2006 med låtar från deras album Greatest Lovesongs Vol. 666, Razorblade Romance, Deep Shadows and Brilliant Highlights samt Love Metal. Det släpptes även en singel till albumet, In Joy and Sorrow/Pretending.

## Låtlista
1. "The Sacrament" (Disrhythm Remix) - 4:47
2. "The Funeral of Hearts" (Acoustic Version) - 4:03
3. "Join Me in Death" (Strongroom Mix) - 3:41
4. "Close to the Flame" (Rappula Tapes) - 4:31
5. "In Joy and Sorrow" (String Version) - 5:04
6. "It's All Tears" (Unplugged Radio Live) - 3:49
7. "When Love and Death Embrace" (AOR Radio Mix) - 3:39
8. "Buried Alive by Love" (Deliverance Version) - 6:08
9. "Gone With the Sin" (O.D. Version) - 4:59
10. "Salt in Our Wounds" (Thulsa Doom Version) - 7:03
11. "Please Don't Let It Go" (Acoustic Version) - 4:38
12. "One Last Time" (Rockfield Madness Mix) - 5:08
13. "For You" (Unplugged Radio Live) - 4:09
14. "The Path" (P.S. Version) - 5:04
15. "Lose You Tonight" (Thulsa Doom Extended) - 8:16